# Clanç
Clanç (en francès Clans) és un municipi francès situat al departament dels Alps Marítims i a la regió de Provença – Alps – Costa Blava.

## Demografia
| 1962                                       | 1968 | 1975 | 1982 | 1990 | 1999 | 2006 |
| ------------------------------------------ | ---- | ---- | ---- | ---- | ---- | ---- |
| 446                                        | 472  | 400  | 367  | 496  | 532  | 551  |
| Des de 1962: població sense dobles comptes |      |      |      |      |      |      |

## Administració
| Període   | Identitat         | Partit        |
| --------- | ----------------- | ------------- |
| 1966-2001 | Raymond Santucci  | Divers droite |
| 2001-2005 | James Dauphiné    |               |
| 2005-2008 | Jean-Pierre Stève |               |
| 2008-     | Roger Marie       | Divers droite |